# 指原莉乃プロデュース『第一回ゆび祭り〜アイドル臨時総会〜』
『指原莉乃プロデュース 第一回ゆび祭り〜アイドル臨時総会〜』（さしはらりのプロデュース だいいっかいゆびまつり・アイドルりんじそうかい）は、2012年6月25日に日本武道館で開催されたライブイベントおよび、その模様を収録したエイベックス・マーケティングが同年12月26日にリリースした映像作品である。

## 内容

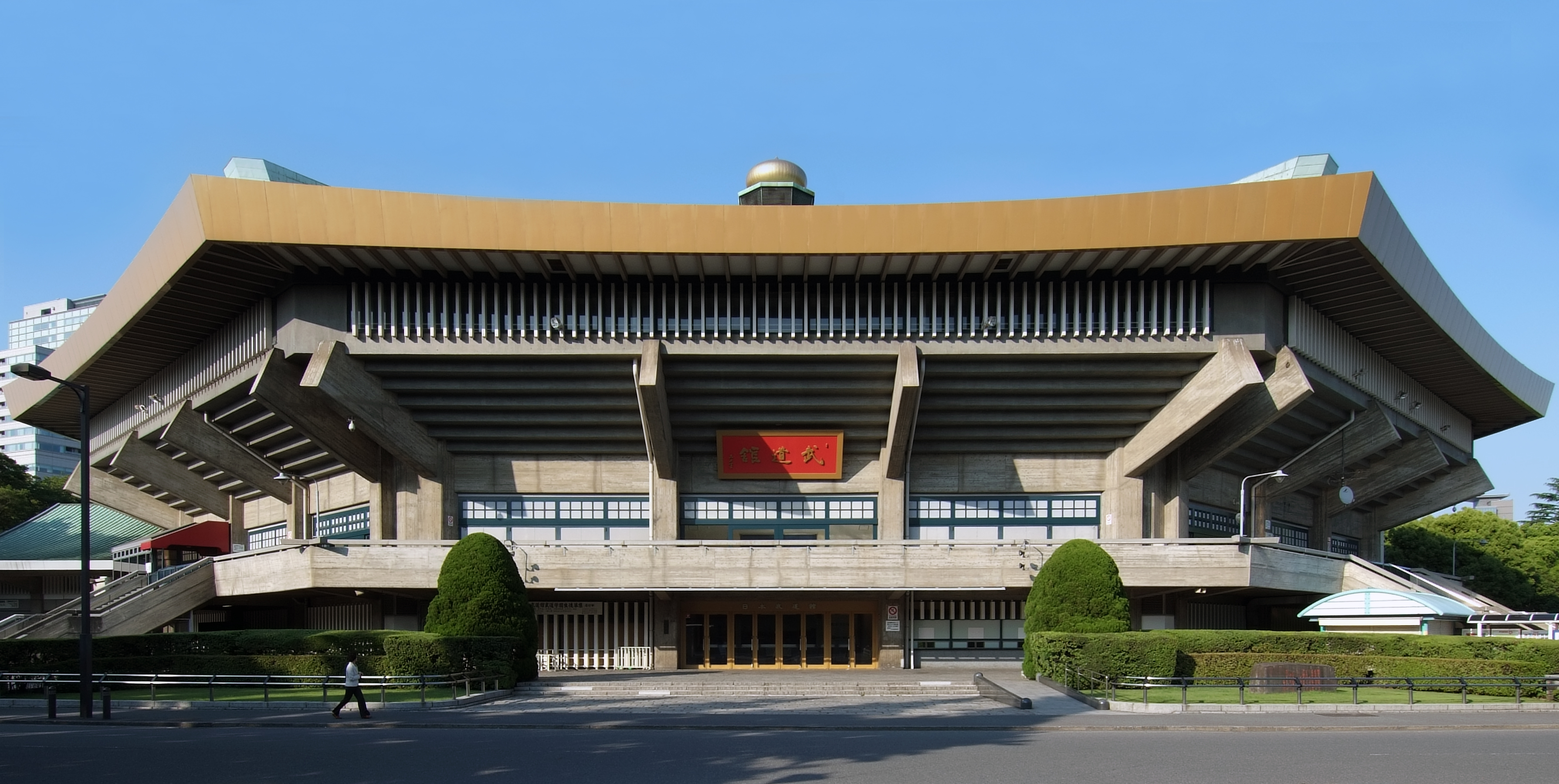
会場となった日本武道館

2012年5月にソロデビューを果たし、アイドル好きを公言する指原莉乃の呼びかけにより、総勢10組のアイドルが出演し、同年6月25日に開催された日本武道館でのライブイベントの模様を収録。指原はイベントの総合プロデューサーを務めた。
当初は2012年9月5日発売予定だったが、制作進行上の都合により12月26日まで延期された。
チケット代は、指原の愛称「さしこ」にちなんで345円であった。また、ゆび祭りのゆびは指原の指である。

## 出演
事前に各グループのスタッフが代表でくじ引き（カッコ内はくじ引きしたスタッフ）をし、出演順が決められた（ただし、指原はあらかじめトリを務めることが決まっていた）。
1. 私立恵比寿中学[注 1]（校長（藤井ユーイチ））
2. 乃木坂46[注 2][注 3]（ディレクター）
3. ぱすぽ☆（竹中夏海）
4. 渡り廊下走り隊7（宣伝担当チーフ）
5. ももいろクローバーZ[注 4]（川上アキラ）
6. 東京女子流[注 5]（マネージャー（近田愛））
7. SUPER☆GiRLS[注 6]（プロデューサー（樋口竜雄））
8. Buono![注 7]（事務所の偉い人）
9. アイドリング!!![注 8][注 9]（番組ADさん（「ミスター」こと植松徳光））
10. 指原莉乃（HKT48）

- イジリー岡田（MC）[注 10]

## 収録映像
※は後述のテレビ番組内で放送された曲。
1. オープニング映像
2. 放課後ゲタ箱ロッケンロールMX - 私立恵比寿中学※
3. おいでシャンプー - 乃木坂46※
4. ぐるぐるカーテン - 乃木坂46
5. Pock☆Star - ぱすぽ☆
6. 少女飛行 - ぱすぽ☆※
7. マテリアルGirl - ぱすぽ☆
8. 希望山脈 - 渡り廊下走り隊7
9. 少年よ 嘘をつけ! - 渡り廊下走り隊7
10. 完璧ぐ〜のね - 渡り廊下走り隊7※
11. overture - ももいろクローバーZ
12. Z女戦争 - ももいろクローバーZ
13. 行くぜっ!怪盗少女 - ももいろクローバーZ※
14. Rock you! - 東京女子流
15. Attack Hyper Beat POP - 東京女子流
16. おんなじキモチ - 東京女子流※
17. Welcome to ♥ S☆G Show!! II - SUPER☆GiRLS
18. 女子力←パラダイス - SUPER☆GiRLS
19. EveryBody JUMP!! - SUPER☆GiRLS
20. プリプリ♥SUMMERキッス - SUPER☆GiRLS※
21. 初恋サイダー - Buono!※
22. ロッタラ ロッタラ - Buono!
23. 恋愛♥ライダー - Buono!
24. やらかいはぁと - アイドリング!!!
25. One Up!!! - アイドリング!!!※
26. 苺牛乳 - アイドリング!!!
27. 初恋ヒルズ - 指原莉乃※
28. 意気地なしマスカレード - 指原莉乃※
29. それでも好きだよ - 指原莉乃※
30. ENC-1 Yeah! めっちゃホリディ - 指原莉乃
開催日は松浦亜弥の誕生日だが、松浦ではなく途中から大西賢示が松浦のモノマネで出演。
31. ENC-2 ヘビーローテーション - 出演者全員[注 11]※
AKB48の楽曲。選抜者は渡辺麻友、指原莉乃、夏焼雅、根岸愛、増井みお、山邊未夢、伊藤祐奈、橋本楓、八坂沙織、宮﨑理奈、中田花奈、桜井玲香、岩佐美咲がフロントに立った[1]。
32. メイキング映像

## テレビ放送
イベントの模様は『音楽熱帯夜』枠でNHK BSプレミアムと総合テレビで放送された。
- BSプレミアム
2012年7月15日(日曜日）午前0時15分 - 1時45分（90分）
- NHK総合テレビ
2012年11月16日（金曜日）午前1時45分 - 3時15分（90分）

## エピソード
- 日本武道館に来場していた藤江れいな（当時AKB48）は従姉である夏焼雅と共にツーショット写真を公開し話題となった[3]。また、同じく日本武道館に来場していた松井咲子（当時AKB48）は楽屋でももいろクローバーZと対面し「（ももクロのメンバーが）思った以上に小さくてびっくりした」とブログで評している[4]。
- =LOVEの大谷映美里は中学3年の時にゆび祭りのDVDを購入し、「いつかアイドルになって武道館に立つのが夢だった」とブログで語っている[注 12]。